# لی اسمولین
 لی اسمولین (انگلیسی: Lee Smolin؛ زاده ۶ ژوئن ۱۹۵۵) یک دانشمند اهل ایالات متحده آمریکا است.

## مقاله روش علمی وجود ندارد
در مقاله "روش علمی وجود ندارد"، اسمولین دو اصل اخلاقی را مطرح کرده است. این دو اصل اخلاقی عبارتند از:
1. اصل تعاون: اسمولین معتقد است که در تحقیقات علمی باید به جای تمرکز بر رقابت و تبلیغ تکراری، به تعاون بین محققان تأکید شود. او معتقد است که همکاری و تبادل اطلاعات بین محققان، می‌تواند به جهت پیشرفت علمی و حل مشکلات بزرگتر کمک کند.
2. اصل انصاف: اسمولین باور دارد که علم باید به عدالت اخلاقی پایبند باشد. این به معنای برخورد عادلانه با نظرات و دیدگاه‌های مختلف، عدم تبعیض و ترجیح دادن منافع شخصی بر منافع عمومی است. او معتقد است که علم باید به منافع جامعه و بهبود وضعیت انسان‌ها متعهد باشد.
اسمولین با ترویج این دو اصل اخلاقی، سعی می‌کند تا بهبودی در روش‌ها و فرآیندهای علمی دست یابد و به جهت پیشرفت و عدالت در علم بیشتر کمک کند.